# فار کرای ۳: خون اژدها
فار کرای: خون اژدها (به انگلیسی: Far Cry 3: Blood Dragon) یک بازی تیراندازی اول شخص است که در ۳۰ آوریل ۲۰۱۳ توسط شرکت یوبی‌سافت برای مایکروسافت ویندوز، پلی‌استیشن ۳ و ایکس‌باکس ۳۶۰ منتشر شد. وب‌گاه گیم‌اسپات به این بازی امتیاز ۸٫۵ را داده است.
توسعه این بازی در حدود شش ماه به پایان رسید. این پروژه بخشی از ابتکار یوبیسافت برای تولید محتوای قابل دانلودی بود که بتواند توجه تازه‌واردان به این سری را جلب کند. تیم توسعه‌دهنده مأموریت داشتند محتوایی غیرمنتظره به عنوان محتوای قابل دانلود برای Far Cry 3 خلق کنند. این بازی از فیلم‌های دهه 1980 مانند The Wraith و Terminator و همچنین فیلم‌های جدیدتری مانند Manborg و Hobo with a Shotgun الهام گرفته بود. جیسون آیزنر، کارگردان Hobo with a Shotgun، پس از دوستی با دین ایوانز، کارگردان بازی، به عنوان مشاور غیررسمی پروژه فعالیت کرد.
مایکل بین، بازیگر نقش گروهبان کایل ریس در مجموعه Terminator، برای صداپیشگی شخصیت اصلی بازی دعوت شد. دوئت استرالیایی سینث‌ویو Power Glove نیز مسئول ساخت موسیقی متن بازی شدند.
Far Cry 3: Blood Dragon در ۳۰ آوریل ۲۰۱۳ برای پلی‌استیشن ۳ و در ۱ می ۲۰۱۳ برای ویندوز و ایکس‌باکس ۳۶۰ منتشر شد. بازی در زمان انتشار نقدهای عموماً مثبتی دریافت کرد و به خاطر گیم‌پلی، موسیقی متن و تأثیرپذیری از دهه ۱۹۸۰ مورد تحسین قرار گرفت، اگرچه نظرات درباره طنز بازی متفاوت بود. این بازی از نظر تجاری برای یوبیسافت موفقیت‌آمیز بود و تا آگوست ۲۰۱۳ یک میلیون نسخه فروخت. نسخه ریمستر شده بازی در دسامبر ۲۰۲۱ برای کسانی که پس فصلی Far Cry 6 را خریداری کرده بودند منتشر شد.
اگرچه این بازی دنباله‌ای نداشت، اما یک اسپین‌آف به نام Trials of the Blood Dragon در سال 2016 منتشر شد. همچنین یک سریال انیمیشن بزرگسالانه با الهام از Blood Dragon به نام Captain Laserhawk: A Blood Dragon Remix در اکتبر ۲۰۲۳ در نتفلیکس منتشر شد.

## داستان

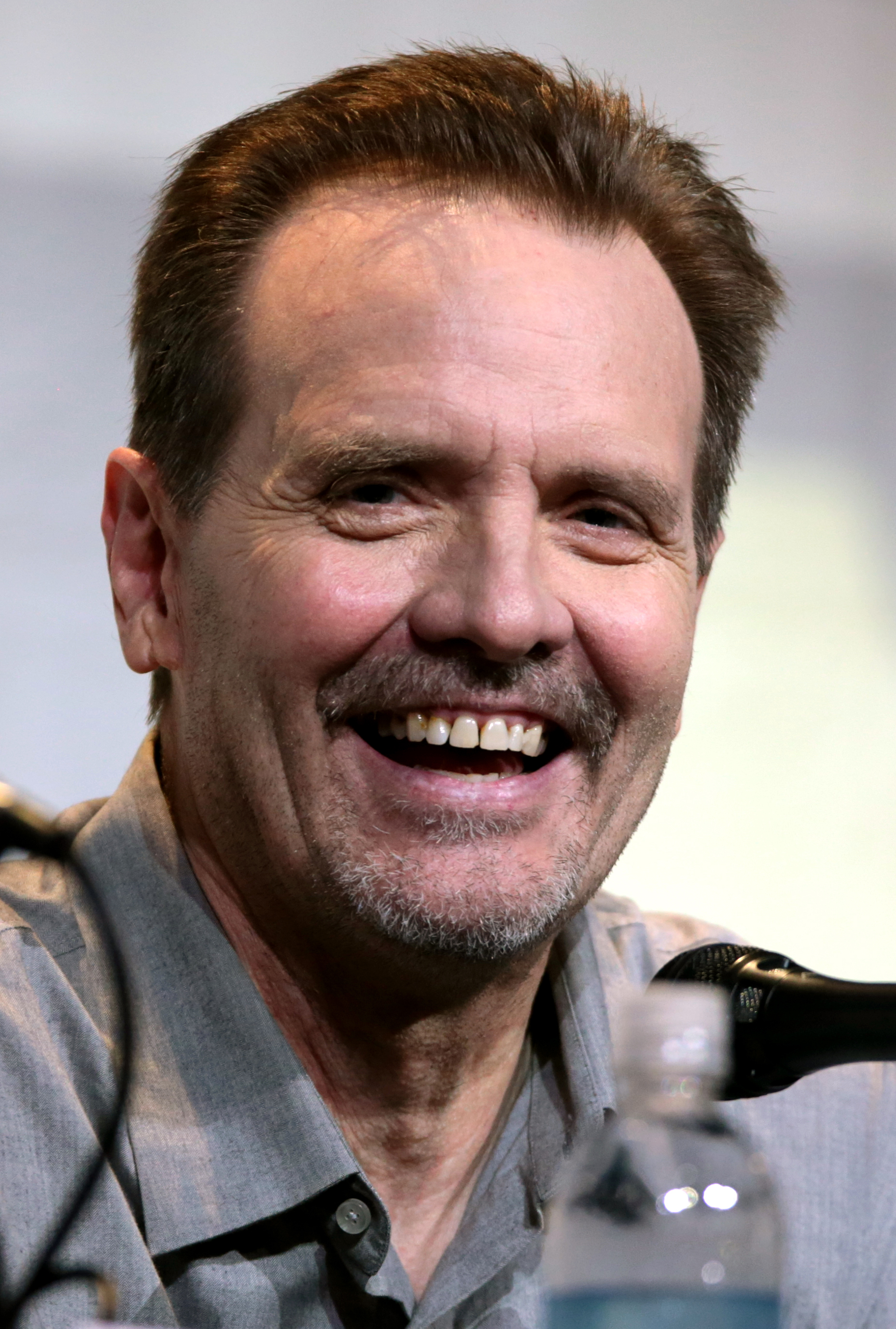
مایکل بین صداپیشه ی رکس در حال سخنرانی در 2016 Comic-Con International در سن دیگو، کالیفرنیا.

داستان در سال ۲۰۰۷ خیالی می‌گذرد و دنیا از عواقب جنگ هسته‌ای رخ داده میان ایالات متحده آمریکا و روسیه رنج می‌برد. رکس یک ابرسرباز سایبرنتیک است. او و یک ابرسرباز سایبرنتیک آمریکایی به نام اسپایدر به یک جزیره‌ی بی‌نام فرستاده می‌شوند تا درباره‌ی سرهنگ اسلوان، که یکی از مأمورهای زبده بوده و حال سرکشی می‌کند، تحقیق کنند. هنگامی که آن‌ها با اسلوان مواجه می‌شوند، اسلوان خیانت خود را آشکار کرده، اسپایدر را می‌کشد و رکس را نیز در جزیره رها می‌کند. 
دستیار کانادایی اسلوان، دکتر دارلینگ که از بدرفتاری‌های اسلوان به ستوه آمده، رکس را بیدار می‌کند و می‌گوید که می‌خواهد به سرهنگ خیانت کند. آن‌ها به هم می‌پیوندند تا جلوی اسلوان را که می‌خواهد دنیا را با موشک‌هایش زیر و رو کند و جهان را به دنیای پیشاتاریخی برگرداند، بایستند.  
رکس پس از آنکه تمام پایگاه‌های دشمن را تصرف کرد و دانشمندان را آزاد کرد، با دستیار اسلوان، دکتر کارلایل مبارزه می‌کند که با استفاده از خون اژدها توانسته انسان‌ها را به نوعی زامبی بدل کند و خودش آن‌ها را «مرده‌های دونده» می‌نامد. پس از آنکه رکس سربازان کارلایل و اژدهاهایش را می‌کشد، هوش مصنوعی کارلایل که از بدرفتاری‌های او به ستوه آمده، کارلایل را به قتل می‌رساند.  
رکس سپس به یک بعد موازی دیگری می‌رود و با سربازهای «مرده‌های دونده» اسلوان مبارزه کرده و قدرت خویش را می‌آزماید. پس از پیروزی در برابر آن‌ها، می‌تواند یک سلاح جدید به نام کیل‌استار به دست می‌آورد که یک اسلحه‌ی لیزری است که بر مچ فرد نصب می‌شود و با آن می‌تواند به بهای کم شدن انرژی زندگی خود، اسلوان را شکست دهد. در حین تمرین، رکس و دکتر دارلینگ با هم رابطه برقرار می‌کنند و صبح روز بعد متوجه می‌شود که او را ربوده‌اند. رکس با عصبانیت به پایگاه اسلوان رفته و در آنجا به کمک اسحه‌ی جدیدش و بعدتر یک اژدهای سایبری اهلی شده قتل عام به پا می‌کند.  
رکس با اسلوان رو به رو می‌شود، اما چون خود اسلوان برنامه‌نویسی او را انجام داده، نمی‌تواند به او حمله کند. با این وجود خاطرات انسانی دکتر دارلینگ و اسپایدر که در وجودش هست می‌تواند برخلاف طبیعت رباتیکش، قدرتش را بازیابی کند و دستش را درون سینه‌ی اسلوان کرده و با روشن‌کردن کیل‌استار او را به قتل می‌رساند. بلافاصله پس از کشته شدن اسلوان، دکتر دارلینگ پدیدار شده و می‌گوید که رکس توانسته تمام نقشه‌های اسلوان را نابود کند. سپس به همراه هم به نظاره‌ی نابودی پایگاه اسلوان می‌نشینند و در آخر تنها نگاه خبیثانه و مرموز دارلینگ را در دوربین می‌بینیم. 

## گیم‌پلی
خون اژدها یک محتوای مستقل برای بازی فار کرای ۳ محسوب می‌شود که در سبک تیراندازی اول شخص طراحی شده است. در این بازی شما نقش رکس "پاور" کولت، یک کماندوی سایبورگ را بر عهده می‌گیرید که در یک جزیره ناشناخته گرفتار شده است.
همانند نسخه اصلی، این بازی به بازیکنان اجازه می‌دهد با روش‌های متنوعی به اهداف خود دست یابند. شما می‌توانید از انواع سلاح‌های گرم شامل مسلسل، تفنگ ساچمه‌ای، تپانچه و تفنگ تکتیرانداز یا مواد منفجره مانند نارنجک استفاده کنید. همچنین امکان به کارگیری تاکتیک‌های مخفی‌کاری مانند پرتاب تاس برای حواس‌پرتی دشمنان یا اجرای حملات بی‌صدا با چاقو وجود دارد.
سیستم پیشرفت شخصیت در این نسخه ساده‌تر شده است. با کسب امتیازهای تجربه (سیبرپوینت)، مهارت‌های جدیدی مانند افزایش سلامت یا بهبود توانایی‌های دفاعی به طور خودکار باز می‌شوند. بسیاری از قابلیت‌هایی که در نسخه اصلی باید کسب می‌شدند، در اینجا از ابتدا در دسترس هستند.
محیط بازی یک جهان باز است که حدوداً نصف اندازه نقشه فار کرای ۳ را دارد. شما می‌توانید به شکار حیوانات بپردازید، مأموریت‌های جانبی انجام دهید و پایگاه‌های دشمن را تصرف کنید. جزیره محل زندگی اژدهایان خونی و موجودات عجیبی مانند کوسه‌های سایبرنتیک و پرندگان جهش یافته است.
اژدهایان خونی موجوداتی منحصر به فرد هستند که با نورهای نئون مشخص می‌شوند. رنگ این نورها وضعیت آنها را نشان می‌دهد:
- نور قرمز نشانه حالت تهاجمی
- نور زرد نشانه احتیاط
- نور سبز نشانه آرامش
بازیکنان می‌توانند با پرتاب قلب‌های سایبرنتیک، این موجودات را به سمت دشمنان هدایت کنند. در مجموع ۱۳ پایگاه دشمن در بازی وجود دارد که هر کدام چالش‌های خاص خود را دارند. پس از آزادسازی، این پایگاه‌ها به عنوان نقاط سریع‌السیر قابل استفاده خواهند بود.
در طول بازی می‌توانید مجموعه‌ای از وسایل کلکسیونی مانند نوارهای ویدئویی و تلویزیون‌های قدیمی CRT را جمع‌آوری کنید. این عناصر به غنای تجربه بازی و کشف دنیای آن می‌افزایند.

## میراث بازی
در ابتدا دین ایوانز، کارگردان بازی، برنامه‌ریزی‌هایی برای ساخت دنباله‌ای بر بازی داشت. با این حال، الکس هاچینسون، کارگردان فار کرای ۴، بعداً اعلام کرد که این بازی دنباله‌ای نخواهد داشت. اگرچه هیچ دنباله‌ای برای بلاد دراگون منتشر نشد، اما در سال ۲۰۱۶ بازی‌ای با عنوان تریالز آو د بلاد دراگون توسط استودیو ردلینکس توسعه یافت و توسط یوبیسافت منتشر شد. ایوانز در مارس ۲۰۱۸ پس از لغو پروژه‌اش در داخل شرکت، یوبیسافت را ترک کرد.
پس از موفقیت خون اژدها، یوبیسافت به انتشار اسپین‌آف‌های این سری ادامه داد که از دارایی‌های بازی‌های اصلی استفاده می‌کردند. این روند منجر به انتشار فار کرای پرایمل در ۲۰۱۶ و فار کرای نیو داون در ۲۰۱۹ شد. اژدهایان خونی در بسته الحاقی دد لیوینگ زامبیز برای فار کرای ۵ به عنوان دشمن بازگشتند.
در سال ۲۰۱۹ اعلام شد که یوبیسافت با آدی شانکار برای تولید یک سریال انیمیشنی با الهام از بازی همکاری می‌کند. این سریال با عنوان کاپیتان لیزرهوک: خون اژدها ریمیکس در ۱۹ اکتبر ۲۰۲۳ در نتفلیکس منتشر شد.